# کالیا جاگانات رائو
کالیا جاگانات رائو (انگلیسی: Kalya Jagannath Rao؛ زادهٔ ۷ دسامبر ۱۹۴۰) که عموماً به نام کی جی رائو شناخته می‌شود یک فیزیکشیمی‌دان اهل هند است. وی به عنوان استاد در مؤسسه دانش هند فعالیت می‌کند. وی بیشتر به دلیل تحقیقاتش روی نانومواد و سرامیک بی‌شکل شناخته می‌شود.
وی به عنوان یکی از اعضای اصلی آکادمی ملی علوم هند، آکادمی بین‌المللی سرامیک و آکادمی مواد آسیا و اقیانوسیه انتخاب شده است.
وی در سال ۱۹۸۴ میلادی به دلیل مشارکت‌هایش در زمینه شیمی موفق به دریافت جایزهٔ شنتی سواراپ باتنگار، که جزء عالی‌ترین جوایز علمی هند است، شده است. وی همچنین موفق به دریافت جایزهٔ پالمز آکادمیک از کشور فرانسه شده است.

## زندگی‌نامه
کالیا جاگانات رائو در ۷ دسامبر ۱۹۴۰ در روستای کالیا بیمانا و نگامات در از ایالات جنوبی کارناتاکا به دنیا آمد. در سال ۱۹۶۰ میلادی از دانشگاه میسور مدرک کارشناسی‌اش را اخذ کرد و در سال ۱۹۶۱ مدرک کارشناسی ارشدش را از همان دانشگاه گرفت. در همان سال وی به عنوان مدرس به عضویت دپارتمان شیمی کالج ملی، بنگالور درآمد و تا سال ۱۹۶۴ در همان‌جا مشغول به کار بود. وی مدرک دکترایش را تحت نظر سی. ان. آر. راو و بهارات راتنا در سال ۱۹۶۷ از مؤسسه فناوری کاپور هند گرفت. تحت نظر همان اساتید، در سال ۱۹۷۲ وی موفق به اخذ فوق دکترا شد. سپس به آمریکا رفت و در دانشگاه پردو مشغول به فعالیت شد. پس از بازگشت به هند، در آزمایشگاه‌های ملی هوافضا تا سال ۱۹۷۸ مشغول به کار شد.
رائو با سودها ازدواج کرد و صاحب سه فرزند به نام‌های ویجی، ساراتی و کالیا شد.